# Gustaf Tornérhjelm
Gustaf David Rudolf Tornérhjelm (i riksdagen kallad Tornérhjelm i Vrams Gunnarstorp), född 7 juli 1854 i Norra Vrams församling, Kristianstads län, död där 28 maj 1934, var en svensk landshövding och riksdagsman. Han var son till överhovstallmästaren och riksdagsmannen Rudolf Tornérhjelm.
Gustaf Tornérhjelm var riksdagsledamot i första kammaren från 1890 till 1902, då han avsade sig uppdraget på grund av utnämningen till landshövding i Malmöhus län. 1902 invaldes han även som ledamot av Lantbruksakademien.

## Utmärkelser
- Kommendör med stora korset av Nordstjärneorden, 20 juni 1914.[6]
- Kommendör med stora korset av Vasaorden, 16 juni 1928.[7]
- Storkorset av Danska Dannebrogorden, senast 1931.[6]
- Riddare av första klassen av Preussiska Kronorden, senast 1931.[6]